# Жабче (Луцький район)
Жа́бче — село в Україні, у Луцькому районі Волинської області. Входить до складу Городищенської сільської громади. Населення становить 311 осіб станом на 2024 рік.

## Історія
В околиці села знаходився один з пунктів дуги Струве, тріангуляційних вимірювальних пунктів, які утворювали 258 тріангуляційних трикутників, а також 60 додаткових пунктів. Служила для визначення параметрів Землі, її форми та розміру. На сьогоднішній день пункт зруйнований і питання про відновлення його не піднімалось.
У 1906 році село Чаруківської волості Луцького повіту Волинської губернії. Відстань від повітового міста 43 верст, від волості 23. Дворів 57, мешканців 371.

## Населення
Згідно з переписом УРСР 1989 року чисельність наявного населення села становила 503 особи, з яких 232 чоловіки та 271 жінка.
За переписом населення України 2001 року в селі мешкало 427 осіб.

### Мова
Розподіл населення за рідною мовою за даними перепису 2001 року:
| Мова       | Відсоток |
| ---------- | -------- |
| українська | 99,53 %  |
| російська  | 0,47 %   |